# زيلينوبورسكي
زيلينوبورسكيي (بالروسية: Зеленоборский) هي مدينة في مقاطعة مورمانسك أوبلاست في روسيا.
يبلغ عدد سكانها حوالي 6927 نسمة.